# Добеф пре Ватвил
Добеф пре Ватвил (фр. Daubeuf-près-Vatteville) насеље је и општина у северној Француској у региону Горња Нормандија, у департману Ер која припада префектури Andelys.
По подацима из 2011. године у општини је живело 485 становника, а густина насељености је износила 42,73 становника/km². Општина се простире на површини од 11,35 km². Налази се на средњој надморској висини од 144 метара (максималној 141 m, а минималној 23 m).

## Демографија
| 1962. | 1968. | 1975. | 1982. | 1990. | 1999. | 2011. |
| ----- | ----- | ----- | ----- | ----- | ----- | ----- |
| 333   | 337   | 296   | 307   | 393   | 425   | 485   |

График промене броја становника у току последњих година